# نائو مینامیساوا
نائو مینامیساوا (انگلیسی: Nao Minamisawa؛ زادهٔ ۱۵ ژوئن ۱۹۹۰) بازیگر، و بازیگر سینما اهل ژاپن است. وی از سال ۲۰۰۶ میلادی تاکنون مشغول فعالیت بوده‌است.